# 食水堀
食水堀，是臺灣雲林縣水林鄉的一個傳統地域名稱，位於該鄉西部偏南。相較於今日行政區，其範圍大致包括順興村、大山村西南部。

## 歷史
臺灣清治末期至日治初期，食水堀地區為一（舊制）街庄，稱為「食水堀庄」，隸屬於尖山堡。該庄北與大溝庄為鄰，東與尖山庄、蕃薯厝庄為鄰，南邊為欍仔埔庄，西邊為水井庄、椬梧庄。
1901年（日治明治三十四年）11月，全臺廢縣廳改設二十廳，該庄隸屬於斗六廳。1903年（明治三十六年）6月，該庄編入「牛挑灣區」，隸屬於斗六廳。1909年（明治四十二年）10月，合併二十廳為十二廳，牛挑灣區改隸屬於嘉義廳。1920年（大正九年），全臺地方制度大改正，廢十二廳改設五州二廳，該庄改制為「食水堀」大字，隸屬於臺南州北港郡水林庄（新制街庄）。
戰後水林庄改制為水林鄉，隸屬於臺南縣，大字亦改制為村。1950年10月，雲、嘉、南分治，水林鄉改隸屬雲林縣。

## 聚落
本地區發展較早的聚落為食水堀（順興），在日治期初期的官方地圖上已有記載。

## 交通
鄉道雲145線是大溝至順興的道路，其南側端點（終點）位於本地區北部順興聚落的鄉道雲146線路口。由此向西轉北北東蜿蜒而行，可前往大溝並止於縣道164號路口（大溝聚落北郊）。
鄉道雲146線是宜梧至大山的道路，經過本地區北部的順興聚落。由該道路向西南可前往椬梧，並止於鄉道雲143線轉角路口；向東北東轉東北可前往尖山，並止於縣道164號路口（大山聚落東北郊）。
鄉道雲146-1線是順興至水井的道路，其北側端點（起點）位於本地區西部邊界地帶北側的鄉道雲146線路口（順興聚落西南郊）。由此向南南西，至水井地區的後厝聚落繞聚落內道路蜿蜒而行，至尖山大排北岸轉東再轉南過橋直行，止於鄉道雲148線路口（水井聚落東北郊）。
鄉道雲148線是水井至蕃薯厝的道路，經過本地區南部。由該道路向西可前往水井，並止於省道台17線路口；向東可前往蕃薯厝，並止於鄉道雲155線路口。